# RTC Transit
RTC Transit ist das Unternehmen, das den Busverkehr in Las Vegas betreibt.
1981 wurde die RTC (Regional Transportation Commission of Southern Nevada) zur Metropolitan Planning Organization (MPO) for Southern Nevada bestimmt. 1983  erteilte  das Parlament von Nevada ihr den Auftrag, ein öffentliches Nahverkehrssystem für Las Vegas und dessen Umgebung zu realisieren. Seit 1992 betrieb die RTC ein Busliniennetz in Las Vegas und den umliegenden Orten, zunächst unter dem Namen Citizens Area Transit. Im Jahr 2004 übernahm RTC den Betrieb des Verkehrsleitsystems FAST. Seit 2007 wurden die Leistungen unter dem Namen RTC Transit angeboten. Im Jahr 2012 wurde das Liniennetz, das zuvor von Veolia betrieben wurde, unter den Gesellschaften  Keolis und der vor allem im amerikanischen Westen tätigen MV Transportation aufgeteilt. MV betreibt überwiegend Linien im Norden des Gebiets, Keolis die Linien im Süden sowie den Deuce auf dem Las Vegas Strip, für den spezielle, erheblich höhere Fahrpreise gelten.
Die Busse von RTC sind überwiegend Erdgasfahrzeuge. Ende 2019 wurden 71 % des Fuhrparks mit Erdgas betankt, bis Ende 2023 soll die Flotte fast vollständig aus CNG-getriebenen Fahrzeugen bestehen.
Die Busse sind in der Lage, Fahrräder zu befördern. Die RTC betreibt ein System mit Leihfahrrädern, das an 21 Stationen 200 Räder vorhält. Ergänzend zum Liniennetz betreibt RTC ein Paratransit-System für Menschen mit Handicap.  Am Neujahrsabend dürfen die Busse des RTC umsonst benutzt werden.
Durch den dramatischen Rückgang der Besucherzahlen in Las Vegas infolge der COVID-19-Pandemie sanken auch die Beförderungszahlen stark ab.